# Irán Eory
Irán Eory, pseudonimo di Elvira Teresa Eory Sidi (in persiano اِلویرا تِرِه‌سا اِئوری سیدیه‎; Teheran, 21 ottobre 1937 – Città del Messico, 10 marzo 2002), è stata un'attrice spagnola naturalizzata messicana di origini austriache.

## Biografia
Nacque a Teheran, figlia del diplomatico austriaco Friederich Eory e dell'iraniana Angela Sidi. Ancora molto giovane si trasferì in Marocco, quando era ancora un protettorato francese, e poi in Spagna. Nel 1953 vinse un concorso di bellezza nel Principato di Monaco e in quello stesso anno iniziò la sua carriera cinematografica nel cinema spagnolo, continuandola nei tre decenni successivi in Argentina, in Italia e in Messico, dove si stabilì definitivamente.
Le prime pellicole furono delle commedie, alle quali seguirono ruoli più impegnativi negli anni '60 diretta da José María Forqué, Fernando Palacios, José Luis Sáenz de Heredia, Juan de Orduña e Pedro Lazaga, alternando la sua attività cinematografica con apparizioni in serie televisive come Chicas en la ciudad (1961), Confidencias (1963-1965), Historias de mi barrio (1964) e Tiempo y hora (1966) oltre a programmi come El Irreal Madrid, diretto da Valerio Lazarov nel 1969. Memorabile, nella storia della televisione spagnola, fu la sua parodia dello spogliarello nel programma Historia de la frivolidad diretto da Narciso Ibáñez Serrador nel 1967.
Nel 1969, accompagnata dal padre, arrivò in Messico, invitata dalla scrittrice Yolanda Vargas Dulché a partecipare alla pellicola Rubí con Aldo Monti e Carlos Bracho, dove impersonò una moglie fisicamente molto bella, ma priva di ogni sentimento. Dal 1970 si stabilì in Messico con la madre, invitata da José Ángel Espinoza su segnalazione di Rodolfo Echeverría per partecipare a un festival cinematografico, dove continuò la sua carriera al cinema, al teatro (la rivista musicale Las Leandras) e, soprattutto, in televisione. Sempre nel 1970 si recò in Argentina per partecipare al film Muchacho con il cantante Sandro, iniziando anche una carriera come cantante incidendo diversi dischi melodici.
Nei suoi ultimi anni di carriera partecipò quasi esclusivamente a telenovele prodotte dalla Televisa, con grande successo in ruoli da protagonista in Mundo de juguete (1974-1977), Domenica Montero (1978), Principessa (1984-1986) e Quando arriva l'amore (1989-1990). Inoltre, in Venezuela prese parte alla telenovela Rosángela prodotta dalla Venevisión nel 1979. La sua ultima apparizione fu nella telenovela Aventuras en el tiempo (2001), dove interpretò Violeta Flores, una giovane cantante di grande successo proiettata improvvisamente nel futuro e, invecchiata, è costretta ad affrontare le problematiche della terza età.
Fu per diversi anni legata sentimentalmente all'attore cileno Carlos Monden, insieme al quale recitò in teatro e in televisione.
Nel 2000, a causa dalla Malattia di Binswanger, fu colta da un edema cerebrale benigno che le paralizzò la parte sinistra del corpo; due anni dopo ebbe un'emorragia cerebrale che le causò il ricovero in ospedale e la morte, il 10 marzo 2002. Ai suoi funerali parteciparono le attrici Silvia Pinal e Julieta Egurrola. Cremata al Panteón Español de Mexico, le sue ceneri furono tumulate accanto al padre nel Panteón De Las Lomas a Naucalpan de Juárez.

## Filmografia

### Cinema
- El diablo toca la flauta, regia di José María Forqué (1953)
- Tres huchas para Oriente, regia di José María Elorrieta (1954)
- Los ases buscan la paz, regia di Arturo Ruiz-Castillo (1955)
- Dal peccato alla gloria (Fray Escoba), regia di Ramón Torrado (1961)
- Prohibido enamorarse, regia di José Antonio Nieves Conde (1961)
- Accidente 703, regia di José María Forqué (1962)
- Sabían demasiado, regia di Pedro Lazaga (1962)
- Vuelve San Valentín, regia di Fernando Palacios (1962)
- Usted tiene ojos de mujer fatal, regia di José María Elorrieta (1962)
- Rogelia, regia di Rafael Gil (1962)
- Zorro il vendicatore (La venganza del Zorro), regia di Joaquín Luis Romero Marchent (1962)
- Esa pícara pelirroja, regia di José María Elorrieta (1963)
- Ensayo general para la muerte, regia di Julio Coll (1963)
- La verbena de la Paloma, regia di José Luis Sáenz de Heredia (1963)
- Los muertos no perdonan, regia di Julio Coll (1963)
- Le avventure di Scaramouche (La máscara de Scaramouche), regia di Antonio Isasi-Isasmendi (1963)
- Horror, regia di Alberto De Martino (1963)
- Confidencias de un marido, regia di Francisco Prósper (1963)
- Objetivo: las estrellas, regia di Ramón Fernández (1963)
- El pecador y la bruja, regia di Julio Buchs (1964)
- Una chance esplosiva, episodio di L'amore e la chance (La chance et l'amour), regia di Bertrand Tavernier (1964)
- Nobleza baturra, regia di Juan de Orduña (1965)
- Da 077: Intrigo a Lisbona (Misión Lisboa), regia di Federico Aicardi e Tulio Demicheli (1965)
- L'uomo della valle maledetta, regia di Siro Marcellini e Primo Zeglio (1965)
- Luna de miel, episodio di Las viudas, regia di Pedro Lazaga (1966)
- Tre notti violente, regia di Nick Nostro (1966)
- El arte de no casarse, regia di Jorge Feliu e José María Font-Espina (1966)
- Una chica para dos, regia di León Klimovsky (1966)
- ¿Qué hacemos con los hijos?, regia di Pedro Lazaga (1967)
- Los chicos con las chicas, regia di Javier Aguirre (1967)
- Novios 68, regia di Pedro Lazaga (1967)
- No desearás la mujer de tu prójimo, regia di Pedro Lazaga (1968)
- Rubí, regia di Carlos Enrique Taboada (1969)
- ¡Se armó el belén!, regia di José Luis Sáenz de Heredia (1970)
- Muchacho, regia di Leo Fleider (1970)
- La donna del prete (El cielo y tú), regia di Gilberto Gazcón (1971)
- Entre dos amores, regia di Luis Lucia (1972)
- Las tres perfectas casadas, regia di Benito Alazraki (1972)
- La justicia tiene doce años, regia di Julián Pastor (1973)
- El amor tiene cara de mujer, regia di Tito Davison (1973)
- En busca de un muro, regia di Julio Bracho (1974)
- El hijo de Angela Maria, regia di Fernando Cortés (1974)
- I figli di Sanchez (The Children of Sánchez), regia di Hall Bartlett (1978)
- Barcelona sur, regia di Jordi Cadena (1981)
- El último kamikaze, regia di Paul Naschy (1983)

### Televisione
- Mujeres solas – serie TV, un episodio (1961)
- Chicas en la ciudad – serie TV, un episodio (1961)
- El hombre, ese desconocido – serie TV, un episodio (1963)
- Confidencias – serie TV, otto episodi (1963-1965)
- Estudio 3 – serie TV, 2 episodi (1964)
- Tengo un libro en las manos – serie TV, 2 episodi (1964)
- Historias de mi barrio – serie TV, 3 episodi (1964)
- Sábado 64 – serie TV, 2 episodi (1964-1965)
- Novela – serie TV, 4 episodi (1964-1966)
- Primera fila – serie TV, un episodio (1965)
- Diego de Acevedo – serie TV, un episodio (1966)
- Tiempo y hora – serie TV, 5 episodi (1966)
- La pequeña comedia – serie TV, 2 episodi (1966-1968)
- Hermenegildo Pérez, para servirle – serie TV, un episodio (1966)
- Y al final esperanza – serie TV, un episodio (1967)
- Cuentos imposibles – serie TV, un episodio (1984)
- Anima persa (En carne propria) – serie TV, un episodio (1990)

### Telenovelas
- Encrucijada – 50 episodi (1970)
- Las máscaras – 80 episodi (1971)
- El amor tiene cara de mujer – 760 episodi (1971-1973)
- Mundo de juguete – 3 episodi (1974-1977)
- Doménica Montero – 97 episodi (1978)
- Rosángela – 84 episodi (1979)
- Principessa – 402 episodi (1984-1986)
- Quando arriva l'amore (Cuando llega el amor) – 100 episodi (1989-1990)
- La pícara soñadora – 80 episodi (1991)
- Carrusel de las Américas – 119 episodi (1992)
- Entre la vida y la muerte – 125 episodi (1993)
- Prisionera de amor – 4 episodi (1994)
- El vuelo del águila – 140 episodi (1994-1995)
- María la del Barrio – 164 episodi (1995-1996)
- Esmeralda – 5 episodi (1997)
- Mi generación – partecipazione straordinaria (1997)
- Sin ti – 3 episodi (1997-1998)
- La usurpadora – 16 episodi (1998)
- Gotita de amor – 3 episodi (1998)
- Por tu amor – 3 episodi (1999)
- Por un beso – un episodio (2000)
- Aventuras en el tiempo – un episodio (2001)

## Doppiatrici italiane
- Vittoria Febbi in Le avventure di Scaramouche
- Paola Mannoni in Principessa
- Alba Cardilli in Quando arriva l'amore